# Mette Madsen
Mette Marie Madsen (3. juli 1924 – 12. december 2015) var en dansk politiker, minister og forfatter.
Hun blev født i Pandrup, Jetsmark Sogn, som datter af gårdejer Holger Fruensgaard (1899-1969) og Kathrine f. Jacobsen (født 1901).
Mette Fruensgaard fik realeksamen i 1940 fra Åbybro Realskole. Hun blev i 1942 gift med landsretssagfører Gunnar Otto Madsen (1905-1965), som havde tre børn fra tidligere ægteskab.
Hun var satirisk medarbejder ved Aalborg Amtstidende 1958-1967 og ved Vendsyssel Tidende. Desuden var hun fra 1964 og i mange år frem medarbejder ved Blæksprutten. I 1973 udgav hun digtsamlingen Hen på eftermiddagen og i 1982 Sommerens veje. I 1997 udkom erindringsbogen Husk nu at neje.
I 1971-1987 var hun valgt til Folketinget for Nordjyllands amtskreds. I 1984 blev hun kirkeminister i Regeringen Poul Schlüter I.
Hun blev kommandør af Dannebrogordenen i 1985 og har modtaget en række udenlandske ordener.

## Biografi
- 1924 – født i Pandrup
- 1940 – realeksamen ved Aabybro Realskole
- 1942 – gift med Gunnar Otto Madsen
- 1965 – mister sin mand
- 1973 til 1987 – medlem af folketinget for venstre
- 1981 til 1984 – medlem af folketingets præsidium
- 1984 til 1988 – kirkeminister
- 1985 – modtager Dannebrogsordenen